# Путишићи
Путишићи су насељено место у саставу града Омиша, Сплитско-далматинска жупанија, Република Хрватска.

## Историја
До територијалне реорганизације у Хрватској налазили су се у саставу старе општине Омиш.

## Становништво
На попису становништва 2011. године, Путишићи су имали 46 становника.
| Број становника по пописима | Број становника по пописима | Број становника по пописима | Број становника по пописима | Број становника по пописима | Број становника по пописима | Број становника по пописима | Број становника по пописима | Број становника по пописима | Број становника по пописима | Број становника по пописима | Број становника по пописима | Број становника по пописима | Број становника по пописима | Број становника по пописима | Број становника по пописима |
| --------------------------- | --------------------------- | --------------------------- | --------------------------- | --------------------------- | --------------------------- | --------------------------- | --------------------------- | --------------------------- | --------------------------- | --------------------------- | --------------------------- | --------------------------- | --------------------------- | --------------------------- | --------------------------- |
| 1857                        | 1869                        | 1880                        | 1890                        | 1900                        | 1910                        | 1921                        | 1931                        | 1948                        | 1953                        | 1961                        | 1971                        | 1981                        | 1991                        | 2001                        | 2011                        |
| 91                          | 0                           | 147                         | 104                         | 108                         | 108                         | 184                         | 185                         | 153                         | 167                         | 155                         | 132                         | 120                         | 69                          | 56                          | 46                          |

Напомена: Исказује се од 1991. као самостално насеље настало издвајањем дела насеља Доњи Долац, где су и садржани подаци за 1869.

### Попис1991.
На попису становништва 1991. године, насељено место Путишићи је имало 69 становника, следећег националног састава:
| Попис 1991.‍ | Попис 1991.‍ | Попис 1991.‍ | Попис 1991.‍ | Попис 1991.‍ |
| ----------- | ----------- | ----------- | ----------- | ----------- |
|             |             |             |             |             |
| Хрвати      | Хрвати      |             | 67          | 97,10%      |
| Срби        | Срби        |             | 1           | 1,44%       |
| непознато   | непознато   |             | 1           | 1,44%       |
| укупно: 69  |             |             |             |             |